# Hari Dumitras

a Compétitions nationales et continentales officielles uniquement.

b Matchs officiels uniquement.
Dernière mise à jour le 22 octobre 2012.
Haralambie Dumitraș dit Hari Dumitras, né le 11 février 1960, est un joueur roumain de rugby à XV. Il a joué avec l'équipe de Roumanie de 1984 à 1993, évoluant au poste de troisième ligne centre.

## Biographie
Hari Dumitras fait ses débuts en équipe de Roumanie le 28 avril 1984 contre l'équipe d'Italie. Sa dernière apparition a lieu le 13 novembre 1993 contre les Irlandais. Il joue en club avec la Section paloise et le RC Strasbourg.
Après sa carrière de joueur, il fait partie de l'encadrement de l'équipe de Roumanie, puis il est coentraîneur du CA Périgueux. Il entraîne ensuite l'Entente Astarac Bigorre XV qui évolue en Fédérale 1, puis le RC Strasbourg et depuis 2009, il est à la tête de l'US Argelésienne.

## Palmarès
- Vainqueur de la Coupe de Roumanie en 1988

## Statistiques en équipe nationale
- 47 sélections (dont 13 capitanats)
- 30 points (7 essais)
- Sélections par année : 1 en 1984, 2 en 1985, 1 en 1986, 4 en 1987, 3 en 1988, 3 en 1989, 4 en 1990, 6 en 1991, 1 en 1992, 3 en 1993.
- En Coupe du monde
  - 1987 : 2 sélections (Zimbabwe, Écosse).
  - 1991 : 3 sélections (France, Canada, Fidji).